# Marga Riégo
Selma Marga Julie Adele Riégo, född 19 april 1895 i Helsingfors i Finland, död 28 november 1949 i Stockholm, var en svensk skådespelare.

## Biografi
Riégo scendebuterade vid teatern 1913 och filmdebuterde 1942 i Gustaf Molanders Rid i natt! Hon var dotter till John och Selma Riégo samt syster till skådespelaren Olav Riégo.
Hon är begravd på Norra begravningsplatsen utanför Stockholm.

## Filmografi
- 1942 – Rid i natt!
- 1947 – Det kom en gäst
- 1948 – Banketten

## Teater

### Roller (ej komplett)
| År   | Roll             | Produktion                                                  | Regi                    | Teater                                    |
| ---- | ---------------- | ----------------------------------------------------------- | ----------------------- | ----------------------------------------- |
| 1914 | Tofva            | Svanevit August Strindberg                                  | Victor Castegren        | Svenska teatern, Stockholm                |
| 1915 | Greta            | Inkvartering Dick Digerman                                  | Oscar Byström           | Vasateatern                               |
| 1915 | Hetty Griffin    | Niobe Harry Paulton och Edward Paulton                      | Oscar Byström           | Vasateatern                               |
| 1915 | Bruden           | Lycko-Pers resa August Strindberg                           | Gunnar Klintberg        | Svenska teatern, Stockholm                |
| 1917 | Bertha           | Pärlhalsbandet Lothar Schmidt                               | Gunnar Klintberg        | Vasateatern (gästspel av Svenska teatern) |
| 1917 |                  | Kring drottningen Brita von Horn                            | Gunnar Klintberg        | Svenska teatern, Stockholm                |
| 1921 | Gemma            | Marie Arndt Elsa Bernstein                                  | Rudolf Wendbladh        | Helsingborgs stadsteater                  |
| 1921 | Gabrielle        | Duvals skilsmässa Alexandre Bisson och Antony Mars          | Olof Sandborg           | Helsingborgs stadsteater                  |
| 1921 | Sabel            | Rena rama sanningen James H. Montgomery                     | Rudolf Wendbladh        | Helsingborgs stadsteater                  |
| 1921 | En kammarjungfru | Otrogen Roberto Bracco                                      | Rudolf Wendbladh        | Helsingborgs stadsteater                  |
| 1921 | Hanna            | Min ska du bli! Ernst Fastbom                               | Robert Johnson          | Helsingborgs stadsteater                  |
| 1921 | Paula            | Spanska flugan Franz Arnold och Ernst Bach                  | Rudolf Wendbladh        | Helsingborgs stadsteater                  |
| 1922 | Louka            | Hjältar George Bernard Shaw                                 | Rudolf Wendbladh        | Helsingborgs stadsteater                  |
| 1922 | Gusti            | Flamman Hans Müller-Einigen                                 | Rudolf Wendbladh        | Helsingborgs stadsteater                  |
| 1922 | Helene           | När det unga vinet blommar Bjørnstjerne Bjørnson            | Ragnar Hyltén-Cavallius | Helsingborgs stadsteater                  |
| 1922 | Clara            | Pygmalion George Bernard Shaw                               | Ragnar Hyltén-Cavallius | Helsingborgs stadsteater                  |
| 1922 | Suzanne Belleuse | Hotellråttan Paul Armont och Marcel Gerbidon                | Rudolf Wendbladh        | Helsingborgs stadsteater                  |
| 1922 | Mizi Schlager    | Älskog Arthur Schnitzler                                    | Ragnar Hyltén-Cavallius | Helsingborgs stadsteater                  |
| 1922 | Astri            | Sin pappas dotter Sören Gille                               | Rudolf Wendbladh        | Helsingborgs stadsteater                  |
| 1922 | Gurli            | Gurli Henrik Christiernsson                                 | Ragnar Hyltén-Cavallius | Helsingborgs stadsteater                  |
| 1923 | Axelina          | Hattmakarens bal Hjalmar Peters                             | Ragnar Hyltén-Cavallius | Helsingborgs stadsteater                  |
| 1923 | Frasquita        | Socorros inackorderingar Miguel Ramos Carrión och Vital Aza | Ragnar Hyltén-Cavallius | Helsingborgs stadsteater                  |
| 1923 | Käthie           | Gamla Heidelberg Wilhelm Meyer-Förster                      | Ragnar Hyltén-Cavallius | Helsingborgs stadsteater                  |
| 1923 | "Cutie" Bird     | Komprometterad Frances Nordstrom                            | Ragnar Hyltén-Cavallius | Helsingborgs stadsteater                  |
| 1923 |                  | En herre i frack André Picard                               | Nils Johannisson        | Svenska teatern, Stockholm                |
| 1923 | Fröken Uggla     | Gösta Berlings saga Selma Lagerlöf                          | Gunnar Klintberg        | Svenska teatern, Stockholm                |
| 1924 | Agda             | Gustav Vasa August Strindberg                               | Gunnar Klintberg        | Svenska teatern, Stockholm                |
| 1924 |                  | Pärlhalsbandet Lothar Schmidt                               | Gunnar Klintberg        | Svenska teatern, Stockholm                |
| 1924 |                  | Lilla Busses bröllop Richard Kessler                        | Knut Nyblom             | Vasateatern                               |
| 1924 |                  | Hans oäkta dotter Pierre Chaine                             | Knut Nyblom             | Vasateatern                               |
| 1925 |                  | Bulldoggen Sapper (pseudonym för H. C. McNeile)             | Ragnar Widestedt        | Vasateatern                               |
| 1925 |                  | Ett felsteg Eugen Burg och Louis Taufstein                  | Knut Nyblom             | Vasateatern                               |
| 1925 |                  | Fröken X, Box 1742 Cyril Harcourt                           | Rune Carlsten           | Djurgårdsteatern                          |
| 1925 | Toralfa          | Det stora barndopet Oskar Braaten                           | Pauline Brunius         | Vasateatern                               |
| 1926 | Måns             | Svenska Sprätthöken Carl Gyllenborg                         | Rune Carlsten           | Oscarsteatern                             |
| 1926 |                  | Sanningens pärla Zacharias Topelius                         | Rune Carlsten           | Oscarsteatern                             |
| 1926 | Stina            | Moloch Erik Lindorm                                         | John W. Brunius         | Oscarsteatern                             |
| 1926 | Tomten           | Lycko-Pers resa August Strindberg                           | Rune Carlsten           | Oscarsteatern                             |
| 1933 |                  | Hela havet stormar Ronald Mackenzie                         | Gustaf Linden           | Skådebanan                                |
| 1933 |                  | Den store hädangångne René Fauchois                         | Helge Wahlgren          | Skådebanan                                |
| 1941 | Amman            | Fadren August Strindberg                                    | Ingmar Bergman          | Folke Walders turné                       |
| 1944 | Fru Jarrow       | Ja och nej (Yes and No) Kenneth Horne                       | Per-Axel Branner        | Nya Teatern                               |